# Andrej Tabaj
Andrej Tabaj (latinsko Andreas Tabaj), slovenski katoliški duhovnik, cesarsko-kraljevi profesor verouka, narodni delavec, * 16. november 1862, Štandrež pri Gorici, † 30. december 1928, Gorica.

## Zgodnje življenje
Bil je sin znanega krojača Janeza Tabaja iz Štandreža št. 5 in Marije Golja. Imel je štiri mlajše brate, Alojzija, Blaža, Antona in Ivana ter sestri Marijo in Leopoldino in še tri brate in sestre, ki so zgodaj umrli. Tudi Ivan je bil duhovnik in profesor verouka, medtem ko Blaž je bil žandarm oz. orožnik in od 26. marca 1905 občinski obhodnik v Štandrežu (črnovojnik in četovodja (vodnik) v prvi svetovni vojni). Brat Anton je bil pisar na sodišču v Gorici; Alojzij je pa bil trgovec v Štandrežu, na Velikem Dolu in v Trstu. Andrej je po pripravnici od leta 1875 obiskoval goriško gimnazijo in maturiral leta 1882 z odliko. Od leta 1882 do 1886 je bil v goriškem bogoslovju, ki je končal z izvrstnim uspehom. Ravnatelj bogoslovja je bil kasnejši nadškof Alojzij Matija Zorn. Andrej Tabaj je znal več jezikov; gre pripomniti, da v prvih dveh letih njegovega obiskovanja bogoslovja je na goriškem semenišču poučeval Štefan Kociančič, ki je poznal več kot trideset jezikov in je veljal za enega najbolj učenih mož tistega časa v Evropi. Andrej Tabaj je bil posvečen v mašnika 29. avgusta 1886.

## Službovanje
Leta 1887 je postal kaplan pri sv. Roku v Gorici. Od istega leta do leta 1891 je bil zaposlen v knezonadškofijski pisarni nadškofa Alojzija Matije Zorna, kjer se je spoprijateljil z vodjo pisarne Štefanom Benso iz Štmavra, s kanclerjem Matejem Kravanjo iz Bovca in z nadškofovim tajnikom Andrejem Grbcem iz Kobdilja. Leta 1889 je bil upravnik časopisa Soča. Bil je dosmrtni ud Družbe sv. Mohorja.
Bil je odbornik društva Šolski dom, katerega je leta 1897 ustanovil dr. Anton Gregorčič in ki je ustanavljalo in vzdrževalo slovenske šole v Gorici. Takrat so se goriški Slovenci borili za ustanovitev slovenskih šol in vrtcev, bodisi v klerikalnem taboru kot v liberalnem, ki sta na začetku uspešno sodelovala; leta 1896 so priredili že drugi veliki »shod starišev«; sklicali so ga Ivan Reja, Franc Mozetič in Vincencij Bielecki, člani t. i. "šolskega odbora", ki ga je vodil slovenski politik in grof Alfred Coronini. Od leta 1892 do prve svetovne vojne je Andrej Tabaj poučeval kot katehet in vzgojitelj na goriških ljudskih šolah. Istočasno je občasno poučeval verouk na goriški gimnaziji in na učiteljišču. Postal je edini veroučitelj v slovenskem in italijanskem oddelku ljudskih šol. Leta 1897 je bil izvoljen za podpredsednika in blagajnika Alojzijevišča (predsednik je bil msgr. Fr. Košuta, prefekt pa Josip Pavlica).

### Trgovsko-obrtno zadruga in spor z Gabrščkom in Tumo
Skupaj z Andrejem Gabrščkom je bil tudi zapisnikar Trgovsko-obrtne zadruge in sodeloval pri goriški ljudski posojilnici, ustanovljeni leta 1883 in ki jo je tedaj vodil dr. Henrik Tuma. Bil je član nadzornega odbora »Krojaške zadruge«, ki ji je predsedoval krojaški mojster Krušič. Po znanem sporu med klerikalnim in liberalnim taborom (ki je kasneje v zvezi s posojilnico imel tudi zelo odmeven sodni epilog), je Andrej Tabaj leta 1899 odstopil iz Trgovsko-obrtne zadruge. Časnik Gorica je poročal, da sta bila »dr. Franko in katehet Tabaj prisiljena, da izstopita, vsled terorizma Tumovega in Gabrščkova«. Obratno mnenje je izražal liberalni časopis Soča, ki je objavil članek z ironičnim naslovom »Štirje nunci kot priče proti Gabrščku« (»štirje nunci« so bili: katehet Andrej Tabaj, dr. Anton Gregorčič, dr. Andrej Pavlica, župnik in publicist Blazij Grča). Kasneje je tržaški časnik Edinost v zvezi s tem sporom pisal o »najžalostnejem dogodku« in ostro kritiziral obe sprti strani. Leta 1899 je Anton Gregorčič ustanovil Centralno posojilnico; Andrej Tabaj je bil postal član upravnega odbora. 
Že od ustanovnega občnega zbora "Tiskovnega društva" v Gorici 31. januarja 1901, je Andrej Tabaj bil razsodnik tega društva, ki je izdajalo časnika Gorica in Primorski list. 

### Učiteljišče v Tolminu, prisilna upokojitev ter nadaljnje delovanje pri Centralni posojilnici
Po prvi svetovni vojni in po italijanski zasedbi Primorske, so oblasti začele pritiskati na Slovence s hudo in ostro raznarodovalno politiko. Oktobra 1920 so šolske oblasti zahtevale, da se Andrej Tabaj predčasno upokoji ali da gre za kateheta na učiteljišče v Tolmin; izbral je pouk v Tolminu, a oktobra 1921 so ga vseeno prisilno upokojili (v tistem obdobju sta bila predsednika italijanske vlade levičarja Giovanni Giolitti in Ivanoe Bonomi, ministra za šolstvo pa filozof Benedetto Croce in fizik Orso Mario Corbino). Prisilna upokojitev Andreja Tabaja je hudo prizadela goriškega nadškofa Frančiška Borgia Sedeja, ki mu je pomagal s tem, da ga je imenoval za kanclista v nadškofijski pisarni in za škofijskega komisarja pri izpraševanju učiteljev iz verouka (deset let kasneje je moral tudi nadškof Sedej odstopiti zaradi fašističnih groženj in pritiskov Mussolinija na samega papeža). Dve leti kasneje, oktobra 1923, je prisilna upokojitev doletela tudi Andrejevega brata Ivana (predsednik vlade je takrat bil fašistični vodja Benito Mussolini, minister za šolstvo pa filozof Giovanni Gentile, čigar reforma šolstva je predvidevala popolno ukinitev slovenskih šol na okupiranem območju, čeprav je bil tudi Ivan Tabaj prisilno upokojen še pred vstopom v veljavo omenjene reforme).
Andrej Tabaj je bil tudi v povojnih letih član Upravnega odbora Centralne posojilnice.
22. januarja 1923 je bila registrirana na goriškem sodišču pogodba, s katero so dr. Anton Gregorčič, predsednik društva Šolski dom ter odbornika društva prof. Franc Sivec in tiskar Ljudevit Lukežič, pred notarjem Mariom Pascolettom, prodali tri stavbe društva Šolski dom (ena v Križni ulici, kjer ima zdaj sedež goriška podružnica novogoriške Univerze, dve pa v ulici Randaccio) profesorjem Andreju Tabaju, Francu Žigonu in Andreju Pavlici, da bi vsaj stavbe rešili pred fašističnimi oblastmi. Ocenjena vrednost stavb je bila 340000 lir. Trije profesorji so prevzeli terjatev hipotekarnega  zavoda v Gorici za 54000 lir, ostalo naj bi plačali društvu v naslednjih petnajstih letih. Pravico do morebitne vojne odškodnine (stavbe so bile med prvo svetovno vojno poškodovane) si je pridržalo društvo Šolski dom. Nastala je situacija, v kateri je na začetku Centralna posojilnica, kasneje pa Goriška ljudska posojilnica, upravljala tudi omenjene tri stavbe in je prišlo celo do tega, da ji je goriška občina morala plačevati najemnino za šole, kar je hudo razdražilo italijanske nacionaliste in oblasti, ki so sumile, da dotični dohodki služijo za vzdrževanje slovenskih društev in širjenje slovenskega tiska. Že leta 1926 sta na primer morala pred fašističnimi grožnjami zbežati v Kraljevino Jugoslavijo ravnatelja posojilnice Avgust Kozman in Franc Gorkič. Italijanska politična policija je stalno nadzorovala prof. Andreja Tabaja. Od istega leta, po fašistični zasedbi Trgovskega doma, so se seje Trgovsko-obrtne zadruge selile v sedež Goriške posojilnice na Gospodski ulici št. 7. Tam so tajno sestankovala tudi preganjana slovenska društva. Sedež Centralne posojilnice in Zadružne zveze je pa bil na Korzu Giuseppeja Verdija št. 32; na istem naslovu je imel prijavljeno stalno prebivališče tudi prof. Andrej Tabaj. 

## Smrt
Najprej prisilna upokojitev, potem še nasilno onemogočanje kulturnega in gospodarskega udejstvovanja ter grožnje italijanskih oblasti, so hudo potrli Andreja Tabaja, ki je bil “dober katehet, mirnega, blagega in skromnega značaja”, kot piše v Primorskem slovenskem biografskem leksikonu. Na koncu je v Vidmu doživel še fašistični fizični napad, od katerega si ni več opomogel. Umrl je v Gorici 30. decembra 1928. Pokopali so ga na domačem pokopališču. Po drugi svetovni vojni so zraven pokopali tudi brata Ivana, ki je umrl leta 1939, saj italijanske oblasti, ki so mu onemogočile službovanje v Gorici, so po njegovi smrti prepovedale celo pokop na domačem pokopališču v Štandrežu in je bil sprva pokopan v Gorici; šele po drugi svetovni vojni so ga prekopali in zdaj tudi on počiva v Štandrežu z bratom Andrejem in z nečakom Andrejem (sin Blaža Tabaja) s soprogo Marijo Gleščič.